# Grimmia subleucophaea
Grimmia subleucophaea är en bladmossart som beskrevs av C. Müller 1858. Grimmia subleucophaea ingår i släktet grimmior, och familjen Grimmiaceae. Inga underarter finns listade i Catalogue of Life.